# 勝矢光昭
勝矢 光昭（かつや みつあき、1942年10月 - ）は、日本の物理学者（情報物理学）。学位は理学博士（北海道大学・1973年）。静岡県立大学名誉教授。
静岡女子大学助手、静岡県立大学国際関係学部教授、静岡県立大学経営情報学部教授、静岡県立大学経営情報学部学部長（第7代）、松蔭大学経営文化学部教授などを歴任した。

## 概要

### 生い立ち
広島県海田町出身。広島大学理学部物理学科を卒業し、北海道大学大学院理学研究科にて博士課程を修了し博士号を取得した。学位論文は「Weak interaction based on the three-triplet model : simple product of charged current(3-三重項模型に基く弱い相互作用 : 荷電電流の単純な積)」。
翌年に日本学術奨励研究員に選任され、その1年後、静岡女子大学に助手として採用された。

### 学究活動
静岡女子大学が静岡薬科大学、静岡女子短期大学と合併した際には、静岡県立大学の国際関係学部に移り講師となる。以降、助教授、教授と昇任する。また、その間にアメリカ合衆国のアイオワ州立大学やスタンフォード大学にて客員教授を務めた。
1990年代後半、静岡県立大学の国際関係学部から経営情報学部に移籍し教授を務め、学部長にも就任した。また、大学院の経営情報学研究科でも教授を兼任した。
2008年より、松蔭大学の経営文化学部ビジネスマネジメント学科にて教授を務めた。2012年、かつての勤務していた静岡県立大学より、名誉教授の称号を授与された。

## 研究
元来の専攻は素粒子物理学であり、広島大学でも物理学科に在籍していた。現在は情報科学分野に関する研究が中心となっており、情報科学に関する啓蒙書も複数ある。文学、音楽、色彩などを対象に情報理論に基づいて研究を行っている。また、リモートセンシング学会に所属し、リモートセンシングについて研究室を主宰している。人工衛星が撮影した画像を防災など多分野に生かす活動を行っており、静岡県立大学の他の教員ばかりでなく他の大学の教員とも連携し「静岡リモートセンシンググループ」の発起人となるなど、視覚情報と情報科学を絡めた分野を専門としている。また、色盲に対する研究も知られている。

## 略歴
- 1967年 広島大学理学部卒業
- 1973年 北海道大学大学院理学研究科修了
- 1975年 静岡女子大学助手
- 1979年 アイオワ州立大学客員教授
- 1983年 スタンフォード大学客員教授
- 1987年 静岡県立大学国際関係学部講師
- 1991年 静岡県立大学国際関係学部助教授
- 1994年 静岡県立大学国際関係学部教授
- 1996年 静岡県立大学経営情報学部教授
- 2004年 静岡県立大学経営情報学部学部長
- 2008年 松蔭大学経営文化学部教授
- 2012年 静岡県立大学名誉教授

## 著作

### 単著
- 勝矢光昭著『情報科学入門』綜文館、1993年。ISBN 4882131390
- 勝矢光昭著『情報理論解説』開成出版、1996年。ISBN 4876031118

### 共著
- 湯瀬裕昭・渡部和雄・鈴木直義ほか著『ネットワーク社会の情報リテラシ――Windows XP、Office XPからインターネット、Linuxまで』共立出版、2002年。ISBN 9784320120471